# Velká Turná
Velká Turná är en ort i Tjeckien.   Den ligger i regionen Södra Böhmen, i den centrala delen av landet, 90 km söder om huvudstaden Prag. Velká Turná ligger 443 meter över havet och antalet invånare är 142.
Terrängen runt Velká Turná är platt. Runt Velká Turná är det ganska glesbefolkat, med 38 invånare per kvadratkilometer. Närmaste större samhälle är Písek, 14,1 km öster om Velká Turná. Trakten runt Velká Turná består till största delen av jordbruksmark.